# Nezha

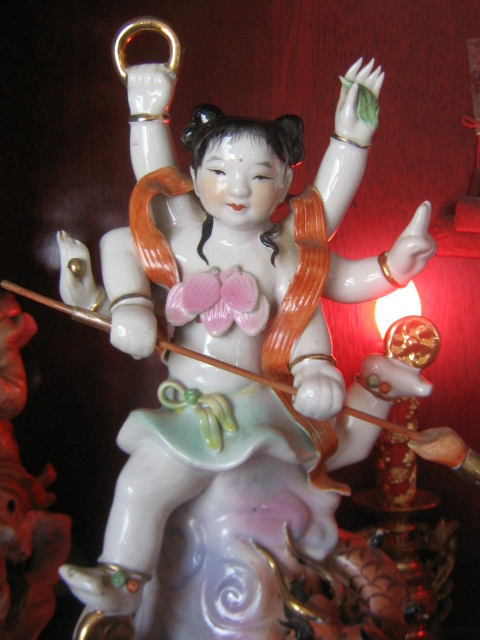
Figurka przedstawiająca Nezha

Nezha (chiń. 哪吒, pinyin Nézhā) – popularne bóstwo z chińskich mitów ludowych. Nazywany często "Trzecim Księciem" (三太子, San Taizi) jest młodym bogiem, który toczy walki ze smokami, wężami i innymi potworami. Poświęcono mu wiele opowieści, w których pełni rolę trickstera przeżywającego wiele przygód, w trakcie których wykorzystuje podstęp i żarty. Pojawia się jako jeden z bohaterów w powieści Wu Cheng’ena Wędrówka na Zachód. W ikonografii przedstawiany jest często stojący na ognistej obręczy podczas walki z wrogami.
Według przekazów był synem Li Jinga. Matka urodziła go po trzyletniej ciąży jako bezkształtną bryłę mięsa, którą ojciec następnie rozbił, nadając mu postać. Tradycja buddyjska przedstawia go jako syna Wajśrawany.
W 2003 roku na motywach mitów o Nezha powstał chiński serial animowany Legenda Nezha.
W 2019 roku wydawnictwo Chengdu Coco Cartoon stworzyło trójwymiarowy film animowany zatytułowany Ne Zha (哪吒之魔童降世).